# Steinbergstein
Steinbergstein – szczyt w Alpach Kitzbühelskich, paśmie Alp Wschodnich. Leży w Austrii w Tyrolu. Znajduje się między dolinami rzek Windauer Ache i Kelchsauer Ache. Sąsiaduje z Ramkarkopf i Steinberg (1886 m).